# Площа Конституції (Київ)
У Вікіпедії є статті про інші площі з назвою Площа Конституції
Пло́ща Конститу́ції — площа у Печерському районі міста Києва, місцевість Печерськ. Розташована між вулицею Михайла Грушевського, Верховною Радою України і Маріїнським парком у вигляді невеликого майданчика перед будівлею парламенту.

## Історія
Площа відома з середини XVIII століття, створена у зв'язку зі спорудженням Маріїнського палацу. До 1854 року тут містилася будівля Присутствених місць, проходили військові паради, навчання тощо. У 1847 році був закладений Маріїнський парк. У 1869 році площа дістала назву Дворцова (Палацова) (рос. Дворцовая).
У 1930-х роках названа площа ЦВК УРСР, з 1940 року — Жовтнева площа, пізніше — площа Верховної Ради УРСР. З 1977 року — Радянська площа.
Нинішня назва — з 2002 року, на честь Конституції України (де-юре, назву Радянська площа було скасовано лише 2012 року).